# François Monique
Le François Monique est un sloop coquillier, construit en 1935 pour la drague des coquilles Saint-Jacques et des pétoncles en rade de Brest, de la récolte du maërl (sable calcaire) et du goémon rouge.
Ce coquillier à voile est depuis 2008 la propriété de l'association Petit Foc, de Deauville-Trouville. 
Il a obtenu le label BIP (Bateau d'intérêt patrimonial) de la Fondation du patrimoine maritime et fluvial en 2009. 
Son immatriculation d'origine est : BR 5818.

## Histoire
Il est construit en 1935 dans le chantier naval du charpentier de marine Auguste Tertu du Fret pour le compte d'Hervé Salaün, pêcheur de Logonna-Daoulas et mis à l'eau le 16 septembre 1935.
En 1958, il est vendu à des pêcheurs de Rostiviec. Dans la nuit du 11 au 12 février 1970, en rade de Brest, il subit la tempête et échoue sur les rochers. Le coût des réparations étant trop élevé, il est vendu en l'état.
Remorqué jusqu'au chantier Tertu de Rostelec, il est échoué dans une vasière. Il est vendu en 1971 à Jean Lemonnier qui le fait restaurer puis armer en bateau de plaisance. Il est rebaptisé Petit Foc.
Racheté en 1979, il subit de gros travaux  dans un chantier de Saint-Malo pour reprendre son caractère de vieux gréement. Racheté de nouveau en 1989 par un charpentier de marine (Klass Stelman) il subit de nouveaux travaux à Paimpol pour pouvoir naviguer en mer du Nord.
En 2001, le Petit Foc est vendu à Jérome Morvan qui propose des sorties de plaisance dans le golfe du Morbihan. 
En 2005, il est cédé à un autre propriétaire aux Sables d'Olonne pour la même activité.
En 2008, le vieux gréement est racheté par Franck Brize. L'association Petit Foc se crée pour en assurer la restauration. Il est rebaptisé François Monique et reprend son immatriculation d'origine. Il renavigue en tant qu'ancien coquillier de la rade de Brest.
Ayant repris son allure d'origine, il participe, auprès d'autres anciens coquilliers, aux Tonnerres de Brest 2012.